# Metageografia
Metageografia é o conceito-chave da obra Metageography de Martin Lewis e Kären Wigen, na qual eles o interpretam como conceito derivado de metalinguagem.
O termo pode, portanto, também ser derivado de metafísica. Para Ana Fani Alessandri Carlos, a construção de uma metageografia aparece, num plano teórico, "como momento de crítica necessário ao enfrentamento da crise teórica e prática da cidade".
Milton Santos emprega o termo para ressaltar o papel da imaginação espacial individual na cidade (geografia urbana): os desequilibrios pessoais
geram as desigualdades fruto da ótica capitalista em que ele se estriba para organizar uma nova ordem econômica hedonista e materialista; ordem essa, cujos reflexos cabe à Geografia, não só analisar mas tentar das soluções uma vez que o ápice dessa crise se situa no urbano, que congrega a maior parcela da população mundial.

## Literatura
- Lewis, Martin W.; Kären E. Wigen (1997). The Myth of Continents: a Critique of Metageography. Berkeley: University of California Press. p. 35. ISBN 0-520-20742-4, ISBN 0-520-20743-2 Verifique |isbn= (ajuda)